# 上野ケン
上野 ケン（うえの けん、1962年1月7日 - ）は、日本の男性アニメーター、キャラクターデザイナー。国際アニメーション研究所出身。元東映アニメーション研究所講師。別名義に上野 けん、上野 賢がある。

## 参加作品

### テレビアニメ
- おじゃまんが山田くん（原画）
- まいっちんぐマチコ先生
- 超時空世紀オーガス（作画監督）
- ガンダムシリーズ
  - 機動戦士Ζガンダム（原画）
  - 機動戦士ガンダムΖΖ（原画）
- ドラゴンクエスト ダイの大冒険（第1作：作画監督）
- SLAM DUNK（作画監督、上野賢、上野ケン名義）
- 地獄先生ぬ〜べ〜（作画監督）
- まもって守護月天!（キャラクターデザイン、作画監督）
- ふしぎ魔法ファンファンファーマシィー（作画監督、原画）
- キューティーハニーF（作画監督）
- ONE PIECE（原画）
- マシュランボー（作画監督）
- デジモンシリーズ
  - デジモンフロンティア（作画監督）
  - デジモンセイバーズ（作画監督、原画）
- 金色のガッシュベル!!（作画監督）
- 貧乏姉妹物語（総作画監督、作画監督）
- ゲゲゲの鬼太郎 第5作（キャラクターデザイン、総作画監督、原画）
- マリー&ガリー（原画）
- プリキュアシリーズ
  - ハートキャッチプリキュア!（原画）
  - スイートプリキュア♪（作画監督）
  - スマイルプリキュア!（作画監督）
  - ドキドキ!プリキュア（作画監督、原画）
  - ハピネスチャージプリキュア!（作画監督、原画）
  - Go!プリンセスプリキュア（作画監督、原画）
  - 魔法つかいプリキュア!（作画監督、原画）
  - キラキラ☆プリキュアアラモード（作画監督、原画）
  - HUGっと!プリキュア（作画監督、原画）
  - スター☆トゥインクルプリキュア（作画監督、原画）[3][4]
  - ヒーリングっど♥プリキュア（オープニング原画、作画監督、原画）[5]
  - トロピカル〜ジュ!プリキュア（作画監督、原画）[6]
  - デリシャスパーティ♡プリキュア（作画監督）[7]
  - ひろがるスカイ!プリキュア（作画監督）

### 劇場アニメ
- 機動戦士ガンダム 逆襲のシャア（原画、上野けん名義）
- ドラゴンクエスト ダイの大冒険 ぶちやぶれ!!新生6大将軍（原画、上野賢名義）
- ドラゴンボール 最強への道 （原画）
- 地獄先生ぬ〜べ〜 恐怖の夏休み!!妖しの海の伝説!（原画）
- キン肉マンII世（キャラクターデザイン、作画監督）
- デジモンテイマーズ　暴走デジモン特急（作画監督）
- 金色のガッシュベル!!　101番目の魔物（原画）
- 金色のガッシュベル!!　メカバルカンの来襲（原画）
- デジモンセイバーズTHE MOVIE 究極パワー!バーストモード発動!（原画）
- ONE PIECE FILM STRONG WORLD（作画監督補佐）
- 映画 プリキュアオールスターズDX2 希望の光☆レインボージュエルを守れ!（原画）
- 映画 ハートキャッチプリキュア! 花の都でファッションショー…ですか!?（キャラクターデザイン（馬越嘉彦と共同）、作画監督）
- 映画 プリキュアオールスターズNewStage みらいのともだち（原画）
- 映画 ドキドキ!プリキュア マナ結婚!!?未来につなぐ希望のドレス（キャラクターデザイン（高橋晃と共同）、作画監督）[8]
- 映画 プリキュアオールスターズNewStage3 永遠のともだち（原画）
- 映画 ハピネスチャージプリキュア! 人形の国のバレリーナ（原画）
- 映画 魔法つかいプリキュア! 奇跡の変身!キュアモフルン!（キャラクターデザイン（宮本絵美子と共同）、作画監督[9][10]）
- 映画 ヒーリングっど♥プリキュア ゆめのまちでキュン!っとGoGo!大変身!!（作画監督補佐）
- 映画 トロピカル〜ジュ!プリキュア 雪のプリンセスと奇跡の指輪!（キャラクターデザイン、総作画監督）[11]
- 映画 プリキュアオールスターズF（作画監督）

### OVA
- 魔龍戦紀（原画）
- 地獄先生ぬ〜べ〜 史上最大の激戦! 絶鬼来襲!!（原画）

### Webアニメ
- 美少女戦士セーラームーンCrystal（作画監督）

### ゲーム
- セガガガ（キャラクターデザイン）